# 吉永隆博
吉永 隆博（よしなが たかひろ、1967年〈昭和42年〉3月2日 - ）は、日本の運輸・国土交通官僚。

## 来歴
茨城県筑西市出身。茨城県立水戸第一高等学校を経て、1991年（平成3年）3月、東京大学法学部を卒業。同年4月、運輸省に入省。入省後、海事局海技課長、内閣官房副長官補室内閣参事官、自動車局安全政策課長、独立行政法人鉄道建設・運輸施設整備支援機構審議役、海事局総務課長などを歴任。自動車局安全政策課長の際には事業用自動車の安全対策を担った。
2020年（令和2年）7月21日、海上保安庁交通部長に就任。
2022年（令和4年）12月20日、九州運輸局長に就任。
2024年（令和6年）7月1日、気象庁次長に就任。2025年（令和7年）7月1日、国土交通省大臣官房付に異動し、即日辞職。